# Dalma Gálfiová
Dalma Rebeka Gálfiová (maďarsky: Gálfi Dalma, * 13. srpna 1998 Veszprém) je maďarská profesionální tenistka. Ve své dosavadní kariéře na okruhu WTA Tour nevyhrála žádný turnaj. V rámci okruhu ITF získala osm titulů ve dvouhře a deset ve čtyřhře.
Na žebříčku WTA byla ve dvouhře nejvýše klasifikována v září 2022 na 79. místě a ve čtyřhře v témže měsíci na 126. místě. V roce 2019 ji začal trénovat Bastien Fazincani.
V juniorském tenise vyhrála US Open 2015, když ve finále zdolala Sofii Keninovou. S krajankou Fanny Stollárovou ovládla i čtyřhru Wimbledonu 2015. Sezónu 2015 zakončila na 1. místě juniorského kombinovaného žebříčku ITF a stala se první maďarskou mistryní světa.
V maďarském týmu Billie Jean King Cupu debutovala v roce 2015 budapešťským základním blokem I. skupiny zóny Evropy a Afriky proti Srbsku, v němž ji deklasovala Ivana Jorovićová. Srbky zvítězily 2:1 na zápasy. Do června 2023 v soutěži nastoupila k osmnácti mezistátním utkáním s bilancí 4–8 ve dvouhře a 5–3 ve čtyřhře.

## Tenisová kariéra
V rámci hlavních soutěží událostí okruhu ITF debutovala v květnu 2013, když na turnaji v Trnavě dotovaném 75 tisíci dolary obdržela divokou kartu. V úvodním kole podlehla Rusce Darje Gavrilovové. Premiérový titul v této úrovni tenisu vybojovala během listopadu v Heráklionu, turnaji s rozpočtem 10 tisíc dolarů. Ve finále dvouhry hladce přehrála Rakušanku Julii Grabherovou a čtyřhru ovládla s krajankou Annou Bondárovou.
Na okruhu WTA Tour debutovala červencovým Budapest Grand Prix 2013, do jehož redukované popovoďnové čtyřhry získala s Lillou Barzóovou divokou kartu. V prvním kole prohrály s pozdějšími šampionkami Andreou Hlaváčkovou a Lucií Hradeckou. Dvouhru si poprvé zahrála na travnatém Ricoh Open 2016 v 's-Hertogenboschi, kde nestačila na Rusku Jevgeniji Rodinovou. Do prvního semifinále postoupila na antukovém Hungarian Grand Prix 2021. V něm jej vyřadila kazachstánská turnajová jednička Julia Putincevová.
Premiéru v hlavní soutěži nejvyšší grandslamové kategorie zaznamenala v ženském singlu US Open 2021 po zvládnuté tříkolové kvalifikaci, v jejímž závěru si poradila s Rumunkou Monikou Niculescuovou. Do Flushing Meadows přijela ve zlepšující se formě, když od června 2021 vyhrála 17 z 22 utkání. V úvodním kole však nenašla recept na třicátou nasazenou Chorvatku Petru Martićovou.  V kategorii WTA 1000, včetně její předchůdkyně Premier Mandatory, debutovala na BNP Paribas Open 2022 v Indian Wells po zvládnuté kvalifikaci. Na úvod singlové soutěže prohrála s Belgičankou Alison Van Uytvanckovou. Na navazujícím Miami Open 2022 pak poprvé v kariéře uštědřila soupeřce dva „kanáry“. Žádný game nedovolila uhrát Slovence Kristíně Kučové než ve druhém kole skrečovala Rusce Veronice Kuděrmetovové v závěru první sady.

## Finále série WTA 125
| Legenda                  |
| ------------------------ |
| D – dvouhra; Č – čtyřhra |
| WTA 125 (0–1 D; 0–1 Č)   |

### Dvouhra: 1 (0–1)
| Stav       | č. | datum         | turnaj                 | povrch | soupeřka ve finále | výsledek           |
| ---------- | -- | ------------- | ---------------------- | ------ | ------------------ | ------------------ |
| Finalistka | 1. | červenec 2022 | Contrexéville, Francie | antuka | Sara Erraniová     | 4–6, 6–1, 6–7(4–7) |

### Čtyřhra: 1 (0–1)
| Stav       | č. | datum      | turnaj                         | povrch | spoluhráčka    | soupeřky ve finále               | výsledek |
| ---------- | -- | ---------- | ------------------------------ | ------ | -------------- | -------------------------------- | -------- |
| Finalistka | 1. | duben 2024 | La Bisbal d'Empordà, Španělsko | antuka | Tímea Babosová | Miriam Kolodziejová Anna Sisková | bez boje |

## Tituly na okruhu ITF
| Legenda         | Legenda         |
| --------------- | --------------- |
| Turnaje W100    | Turnaje W80     |
| Turnaje W75/W60 | Turnaje W50     |
| Turnaje W35/W25 | Turnaje W15/W10 |

### Dvouhra (9 titulů)
| Č. | datum         | turnaj                    | kategorie | povrch | poražená finalistka        | výsledek            |
| -- | ------------- | ------------------------- | --------- | ------ | -------------------------- | ------------------- |
| 1. | listopad 2014 | Heráklion, Řecko          | W10       | tvrdý  | Julia Grabherová           | 6–3, 6–0            |
| 2. | listopad 2014 | Heráklion, Řecko          | W10       | tvrdý  | Valentini Grammatikopoulou | 6–2, 4–6, 7–6(7–4)  |
| 3. | březen 2015   | Solarino, Itálie          | W10       | tvrdý  | Gloria Liangová            | 6–4, 7–6(7–0)       |
| 4. | září 2015     | Tweed Heads, Austrálie    | W15       | tvrdý  | Storm Sandersová           | 6–2, 3–6, 6–1       |
| 5. | říjen 2015    | Cairns, Austrálie         | W25       | tvrdý  | Olivia Tjandramuliová      | 6–4, 6–7(9–11), 6–1 |
| 6. | říjen 2016    | Toowoomba, Austrálie      | W25       | tvrdý  | Katy Dunneová              | 6–2, 6–4            |
| 7. | listopad 2016 | Čchen-čou, Čína           | W25       | tvrdý  | Riko Sawajanagiová         | 6–0, 6–4            |
| 8. | červen 2021   | Denain, Francie           | W25       | antuka | Paula Ormaecheaová         | 5–7, 6–2, 6–4       |
| 9. | červen 2022   | Ilkley Spojené království | W100      | tráva  | Jodie Burrageová           | 7–5, 4–6, 6–3       |

### Čtyřhra (10 titulů)
| Č.  | datum         | turnaj                       | kategorie | povrch | spoluhráčka                | poražené finalistky                       | výsledek              |
| --- | ------------- | ---------------------------- | --------- | ------ | -------------------------- | ----------------------------------------- | --------------------- |
| 1.  | listopad 2014 | Heráklion, Řecko             | W10       | tvrdý  | Anna Bondárová             | Martina Bašićová Tena Lukasová            | 4–6, 6–3, [10–8]      |
| 2.  | březen 2015   | Solarino, Itálie             | W10       | tvrdý  | Anna Bondárová             | Sofija Kovalecová Janina Toljanová        | 6–3, 6–2              |
| 3.  | duben 2016    | Heráklion, Řecko             | W10       | tvrdý  | Cristiana Ferrandoová      | Xenija Bekkerová Raluca Șerbanová         | 6–4, 5–7, [14–12]     |
| 4.  | říjen 2016    | Toowoomba, Austrálie         | W25       | tvrdý  | Viktória Kužmová           | Gabriela Céová Tereza Mihalíková          | 6–4, 7–6(7–4)         |
| 5.  | srpen 2018    | Foxhills, Velká Británie     | W25       | tvrdý  | Valentini Grammatikopoulou | Emily Arbuthnottová Anna Danilinová       | 6–0, 4–6, [11–9]      |
| 6.  | květen 2019   | Monzon, Španělsko            | W25       | antuka | Jana Fettová               | Despina Papamichailová Nina Stojanovićová | 7–6(7–2), 6–2         |
| 7.  | červenec 2019 | Bytom, Polsko                | W25       | antuka | Katarzyna Piterová         | Maryna Černyšovová Darja Lodikovová       | 6–4, 6–0              |
| 8.  | září 2019     | Kaposvár, Maďarsko           | W25       | antuka | Adrienn Nagyová            | Anna Bondárová Réka Luca Janiová          | 7–6(7–5), 2–6, [10–3] |
| 9.  | listopad 2019 | Malibu, Spojené státy        | W25       | tvrdý  | Kimberley Zimmermannová    | Lorraine Guillermová Anna Hertelová       | 7–6(7–5), 6–3         |
| 10. | leden 2020    | Daytona Beach, Spojené státy | W25       | antuka | Kimberley Zimmermannová    | Paula Ormaecheaová Prarthana Thombareová  | 7–6(7–4), 6–2         |

## Finále na juniorském Grand Slamu

### Dvouhra juniorek: 1 (1–0)
| Stav    | rok  | turnaj  | povrch | soupeřka ve finále | výsledek |
| ------- | ---- | ------- | ------ | ------------------ | -------- |
| Vítězka | 2015 | US Open | tvrdý  | Sofia Keninová     | 7–5, 6–4 |

### Čtyřhra juniorek: 2 (1–1)
| Stav       | rok  | turnaj    | povrch | spoluhráčka      | soupeřky ve finále             | výsledek      |
| ---------- | ---- | --------- | ------ | ---------------- | ------------------------------ | ------------- |
| Finalistka | 2014 | Wimbledon | tráva  | Marie Bouzková   | Tami Grendeová Jie Čchiou-jü   | 2–6, 6–7(5–7) |
| Vítězka    | 2015 | Wimbledon | tráva  | Fanny Stollárová | Tereza Mihalíková Věra Lapková | 6–3, 6–2      |